# Józef Skrzypek
Józef Skrzypek (ur. 17 września 1905 w Krystynopolu, zm. 29 czerwca 1974 w Warszawie) – polski historyk, mediewista, badacz dziejów prasy. 

## Życiorys

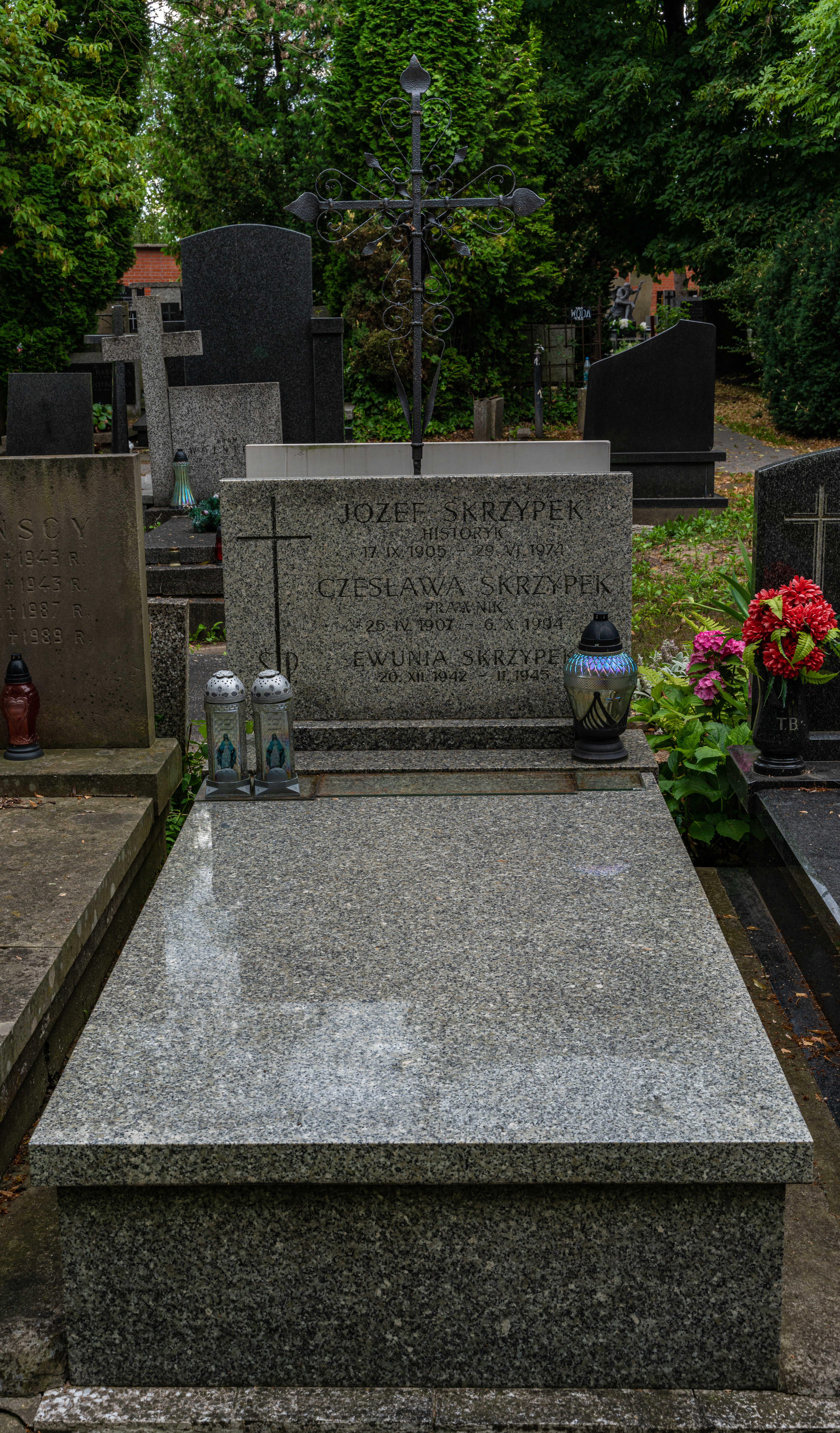
Grób Józefa Skrzypka na cmentarzu Powązkowskim

W 1924 ukończył II Państwowe Gimnazjum im. Juliusza Słowackiego w Tarnopolu. Studiował historię na Uniwersytecie Jana Kazimierza we Lwowie. Doktorat w 1932 na podstawie pracy Zygmunt Luksemburczyk i jego polityka wobec Mołdawii, Wołoszczyzny i Turków (opiekun Stanisław Zakrzewski). Od 1936 pracował w Instytucie Historii Najnowszej w Warszawie. Sekretarz redakcji pisma "Niepodległość". W okresie powojennym zajmował się historią XIX i XX wieku. W latach 1946–1949 wykładał w Akademii Nauk Politycznych. Działacz PPS, od 1948 PZPR. Po habilitacji na UMK w Toruniu (1949) wykładowca WSP w Warszawie.  Docent od 1955, profesor nadzwyczajny PAN od 1959. Długoletni kierownik Pracowni Historii Czasopiśmiennictwa Polskiego XIX i XX wieku. Profesor zwyczajny od 1967. Redaktor pisma "Rocznik Historii Czasopiśmiennictwa Polskiego". Autor artykułów o tematyce mediewistycznej, bibliografii oraz o pismach polskich w USA.
W 1951 jego praca Zamach stanu płk. Januszajtisa i ks. Sapiehy 4-5 stycznia 1919 r. została, wraz z innymi zeszytami serii „Wiedza to Potęga”, wycofana z polskich bibliotek oraz objęta cenzurą.
Został pochowany na cmentarzu Powązkowskim (kwatera 129-3-2).

## Wybrane publikacje
- Południowo-wschodnia polityka Polski od koronacji Jagiełły do bitwy pod Worsklą 1386-1399, Warszawa 1930.
- Zygmunt Luksemburczyk i jego polityka wobec Polski w latach 1386-1399, "Sprawozdania Towarzystwa Naukowego we Lwowie" 12 (1932) [wyd. 1933], s. 183-190.
- Bitwa pod Nikopolis (25 września 1396), "Przegląd Historyczno-Wojskowy" 6 (1936).
- Południowo-wschodnia polityka Polski od koronacji Jagiełły do śmierci Jadwigi i bitwy nad Worsklą, Lwów: Towarzystwo Naukowe, 1936.
- Zamach stanu płk. Januszajtisa i ks. Sapiehy 4-5 stycznia 1919 r., Warszawa: "Wiedza", 1948.
- Historia wieków srednich. Epoka feudalizmu, t. 1-2, Warszawa: Państwowa Wyższa Szkoła Pedagogiczna w Warszawie 1951.
- Studia nad pierwotnym pograniczem polsko-ruskim w rejonie Wołynia i Grodów Czerwieńskich, Warszawa: Państwowe Wydawnictwo Naukowe, 1962.
- Wypisy źródłowe do historii powszechnej średniowiecznej. Cz. 1, wybrał i objaśnieniami uzup. Józef Skrzypek, przy współpracy Mariana Leczyka, Warszawa: Wojskowa Akademia Polityczna im. F. Dzierżyńskiego, 1960.
- Wypisy źródłowe do historii powszechnej średniowiecznej. Cz. 2, wybrał i objaśnieniami uzup. Józef Skrzypek przy współpracy Mariana Leczyka, Warszawa: Wojskowa Akademia Polityczna im. F. Dzierżyńskiego, 1961.
- Wypisy źródłowe do historii powszechnej. Cz. 4, 1640-1789, wybór Józef Skrzypek Warszawa: Wojskowa Akademia Polityczna im. F. Dzierżyńskiego, 1967.
- Bibliografia pamiętników polskich do 1964 r., Wrocław: Zakład Narodowy im. Ossolińskich, 1976.